# Bebearia absolon
Bebearia absolon är en fjärilsart som beskrevs av Fabricius 1793. Bebearia absolon ingår i släktet Bebearia och familjen praktfjärilar. Inga underarter finns listade i Catalogue of Life.